# Principe di Spagna
Il Principe di Spagna era un titolo creato nel 1969 attraverso la Legge di Successione, voluta dal dittatore spagnolo Francisco Franco col referendum del 1947, che designò il principe Juan Carlos di Borbone come legittimo successore del Caudillo alla guida dello Stato e che avrebbe assunto il titolo di Re di Spagna. Juan Carlos I mantenne questo titolo fino al 22 novembre 1975, quando assunse la guida dello Stato dopo la morte di Franco.

Stendardo del Principe di Spagna.

Il titolo era associato al trattamento di Altezza Reale e agli onori militari corrispondenti ai capitani generali dell'esercito. Nel 1971 furono ufficialmente istituiti lo stemma e lo stendardo del Principe di Spagna. 
Il titolo non è da confondersi con quello tradizionale del principe o della principessa erede al trono spagnolo noto come Principe o Principessa delle Asturie.